# SUMMER ROCKET
SUMMER ROCKET（サマーロケット）は、日本の女性アイドルグループ。Rocket Base所属。通称・サマロケ。

## 概要
2016年7月創刊の雑誌『Rocket』発のアイドルグループ。プロデューサーは同誌を発行するRocket Baseの吉本隆彦（yossyP）、サウンドプロデュースはSEBASTIAN Xの永原真夏・工藤歩里。「永遠の夏休み」をコンセプトとする。
結成当初、グループ名表記は「Summer Rocket」であったが、初期メンバー4人卒業後初のライブとなった2018年3月11日より、すべて大文字の「SUMMER ROCKET」に変更。

## 略歴
2016年
- 7月24日、TRASH-UP!!主催「遅れてゴメンネ！ VOL.1」（新宿Motion）にてライブデビュー。
- 9月1日、桃宮くるみ加入。
- 10月31日、那波玲奈脱退[3]。
- 11月23日、1stシングル「Summer Rocket」リリース。
- 12月24日、1stワンマンライブ（新宿OREBAKO）開催。

2017年
- 3月3日、夏凪木の実が活動辞退[4]。
- 3月13日、「Summer Rocket Space Odyssey vol.2 『夜間飛行』」（下北沢SHELTER）開催。
- 7月24日、「MELLOW GREEN WONDER × Summer Rocket 1周年記念2マン」（下北沢SHELTER）開催。
- 11月8日、この日リリースのE TICKET PRODUCTION「ILLNINAL vol.2」に「花火 feat. Summer Rocket」収録。
- 12月17日、3rdワンマンライブ「さよならセカイ」（新宿LOFT）にて烏丸じゅりあ、家守ニト、日曜日ゆずが加入[5]。
- 12月25日、1stアルバム『Summer Rocket』リリース。

2018年
- 3月7日、愛わなび、東雲しなの、桃宮くるみ、桐生ちありが卒業[6]（桐生は当初活動休止であったが卒業に変更[7]）。
- 3月11日、この日より表記を「Summer Rocket」から「SUMMER ROCKET」に変更。
- 5月24日、茉莉はな、姫宮なの、野原むぎ（2018年11月5日「紬木むぎ」に改名[8]）が加入。
- 6月23日、日曜日ゆず卒業。
- 9月30日、3x3バスケットボールリーグ「声優Jrバスケ3x3 SJ3.LEAGUE」にMELLOW GREEN WONDERとの合同チーム「WONDER ROCKET」として参加[9]。
- 10月31日、姫宮なの脱退[10]。

2019年
- 2月18日、3月7日に烏丸じゅりあ・家守ニトが卒業[注 1]、第二期SUMMER ROCKETが終了することを発表。これ以降第三期の活動開始までSUMMER ROCKETスペシャルユニットとして活動。
- 3月12日、りるはかせ（O'CHAWANZ）とえり（彼女のレシーブ）が期間限定メンバーとして加入[11]（5月13日兼任終了[12]）。
- 5月3日、新メンバー空野沙希恵・榛名みやびのTwitterアカウント公開[13]、5月18日にメンバーお披露目。
- 7月10日、新曲『ボストークの恋人』を発表。
- 8月25日、『ボストークの恋人』リリース。
- 10月6日、3x3バスケットボールリーグ「声優Jrバスケ3x3 SJ3.LEAGUE」にアクタリウムとの合同チーム「WONDER ROCKET」として参加。メンバーの茉莉はなが得点王の活躍を見せ[要出典]、準優勝[14]。
- 10月21日、第三期体制後初のワンマンライブ。新曲『フォーマルハウト』発表。2020年2月アルバムリリース。2020/01よりtwo-man live 企画『SUMMER ROCKET MEETS SEVENS PLANETS!!』開催。2020/夏 サマロケFes複数日開催を発表[15]。

2020年
- 3月25日、紬木むぎ卒業。
- 12月18日、現体制の終了、移行を発表。空野沙希恵・榛名みやびが2021年1月18日をもって卒業し、アイドルユニット「迷ゐゴ」の活動中心となる[16]。

2021年
- 1月19日、伊吹咲希、小島あんず、黒木信乃、水澤花蓮が新メンバーに加入、5人体制となる[17]。

2022年
- 4月9日、水澤花蓮卒業。

2024年
- 9月23日、SUMMER ROCKET SPECIAL DAY（新高円寺LOFT X）開催。1部「現体制LAST LIVE」にて黒木信乃卒業[18]、2部「新体制FIRST LIVE」にて新メンバーの毬谷梨紗・徳雅きょうお披露目[19]。
- メンバーが2025年公開のアニメ「うっちゃり!」の声優と主題歌を務めることを発表[20]。

## メンバー
| 名前                      | 誕生日  | 出身地 | カラー             | 備考              |
| ------------------------- | ------- | ------ | ------------------ | ----------------- |
| 茉莉 はな まつり はな     | 7月30日 | 三重県 | ベイビーブルー     | 2018年5月24日加入 |
| 伊吹 咲希 いぶき さき     | 3月28日 | 埼玉県 | ストロベリーピンク | 2021年1月19日加入 |
| 小島 あんず こじま あんず | 2月14日 | 茨城県 | 赤                 | 2021年1月19日加入 |
| 毬谷 梨紗 まりや りさ     | 8月10日 |        | エバーグリーン     | 2024年9月23日加入 |
| 徳雅 きょう とくが きょう | 3月31日 |        | 黄                 | 2024年9月23日加入 |

### 元メンバー
| 名前                            | 誕生日   | 出身地   | 備考 |
| ------------------------------- | -------- | -------- | --- |
| 那波 玲奈 ななみ れいな         | 3月1日   | 東京都   | オリジナルメンバー、2016年10月31日脱退 元カタモミ女子（「南玲奈」） |
| 夏凪 木の実 なつなぎ このみ     | 12月22日 |          | オリジナルメンバー、2017年3月3日活動辞退 |
| 桐生 ちあり きりゅう ちあり     | 9月6日   | 千葉県   | オリジナルメンバー、2018年3月7日卒業 2017年1月6日、「きるゆう」から改名 2019年1月、D'yerMak'er?活動開始、2020年4月活動終了 2021年7月、re:miaw 活動開始                                                      |
| 愛 わなび あい わなび           | 10月9日  | 京都府   | オリジナルメンバー、2018年3月7日卒業 |
| 東雲 しなの しののめ しなの     | 6月1日   | 大阪府   | オリジナルメンバー、2018年3月7日卒業 2021年7月、re:miaw 活動開始（「しののめしなの」） |
| 桃宮 くるみ ももみや くるみ     | 3月16日  |          | 2016年9月1日加入、2018年3月7日卒業 |
| 日曜日 ゆず にちようび ゆず     | 6月30日  |          | 2017年12月17日加入、2018年6月23日卒業 元おばけは転校生、スーパー転校生X（「転校生B」）。現ダダダムズ（「uzu」）                                                                                             |
| 姫宮 なの ひめみや なの         | 8月14日  | 東京都   | 2018年5月24日加入、2018年10月31日脱退 2018年12月5日、「たかりたから」としてゆくえしれずつれづれ加入 2023年2月25日 「NaKi」として「iNTOYOU」加入 2025年4月22日、「泉なお」として「NEO JAPONISM」加入、活動中 |
| 烏丸 じゅりあ からすま じゅりあ | 7月15日  | 神奈川県 | 2017年12月17日加入、2019年3月7日卒業 2019年6月18日、D'yerMak'er?に加入（「まるじゅりさ」） |
| 家守 ニト やもり ニト           | 1月6日   | 東京都   | 2017年12月17日加入、2019年3月7日卒業 |
| りるはかせ                      | 4月19日  |          | 期間限定メンバー（2019年3月12日 - 5月13日）。O'CHAWANZと兼任 |
| えり                            | 11月7日  | 福岡県   | 期間限定メンバー（2019年3月12日 - 5月13日）。彼女のサーブ&レシーブと兼任 |
| 紬木 むぎ つむぎ むぎ           | 9月28日  | 東京都   | 2018年5月24日加入、2020年3月25日卒業 2018年11月5日、「野原むぎ」より改名 |
| 空野 沙希恵 そらの さきえ       | 7月5日   | 静岡県   | 2019年5月18日加入、2021年1月18日卒業 「空野 日咲」として「迷ゐゴ」で活動 |
| 榛名 みやび はるな みやび       | 4月11日  | 福岡県   | 2019年5月18日加入、2021年1月18日卒業 「春名 美やび」としてとして「迷ゐゴ」で活動 |
| 水澤 花蓮 みずさわ かれん       | 6月12日  | 北海道   | 2021年1月19日加入、2022年4月9日卒業 |
| 黒木 信乃 くろき しの           | 10月5日  | 千葉県   | 2021年1月19日加入、2024年9月23日卒業 |

## 作品

### 楽曲参加
- コンピレーションアルバム『遅れてゴメンネ！』（2016年12月7日、TRASH-UP!! RECORDS）※「夏のトライアングル」収録
- E TICKET PRODUCTION「ILLNINAL vol.2」（2017年11月8日、IDOL NEWSING）※「花火 feat.Summer Rocket」収録

## 出演

### Web配信
- アニメ「うっちゃり!」（2025年6月23日、YouTube配信） - 猪熊あんず 役（小島）、常磐井はな 役（茉莉）、常磐井さき 役（伊吹）、今井りさ 役（毬谷）、中田いちじく 役（徳雅）

主題歌「限界突破×」も担当。